# Tientiul Grande 2da. Sección
Tientiul Grande 2da. Sección är en ort i Mexiko.   Den ligger i kommunen Salto de Agua och delstaten Chiapas, i den sydöstra delen av landet, 800 km öster om huvudstaden Mexico City. Tientiul Grande 2da. Sección ligger 151 meter över havet och antalet invånare är 530.
Terrängen runt Tientiul Grande 2da. Sección är varierad. Runt Tientiul Grande 2da. Sección är det ganska tätbefolkat, med 60 invånare per kvadratkilometer. Närmaste större samhälle är El Limar, 16,2 km väster om Tientiul Grande 2da. Sección. Trakten runt Tientiul Grande 2da. Sección består till största delen av jordbruksmark.